# 小行星1960
小行星1960（1960 Guisan）是一颗围绕太阳公转的小行星。1973年10月25日，保罗·维尔特在齐美尔瓦尔德发现了此天体。
該小行星以瑞士陸軍將領亨利·吉桑命名。
这颗小行星的绝对星等为263.17390等。